# Костурска градска носия
 Тази статия е за гръцката градска носия от град Костур.  За българската носия от областта Костурско, вижте Костурска носия.  
Костурската градска носия (на гръцки: Παραδοσιακή ενδυμασία Καστοριάς) е гръцка носия от град Костур, разположен днес в Егейска Македония, Гърция.

## Женска носия
Женската носия в Костур се характеризира като градски тип. Състои се от светла риза с дантелен кант, дълга и широка рокля, колан, палто за зимата и фес. За декорация се използват два или три реда монети, поставени на гърдите на жената, които са съществена част от празничното женско облекло.

## Мъжка носия
Мъжката традиционна носия включва бяла риза, памучна или копринена антерия, жилетка, обикновено изработена от черен плат, палто през зимата, колан (аксесоар предимно за богатите мъже) и понякога фес, който е направен от филц и е с лилав цвят с черен кичур.